# Strada provinciale 25 di Garniga
La strada provinciale 25 di Garniga (SP 25) è una strada provinciale italiana della provincia autonoma di Trento. La strada percorre il versante sud del Monte Bondone e mette in comunicazione la Valle dell'Adige nei pressi di Aldeno con le località del Monte Bondone, Garniga Terme ed il Lago di Cei, con una lunghezza complessiva di 20,43 chilometri.

## Percorso

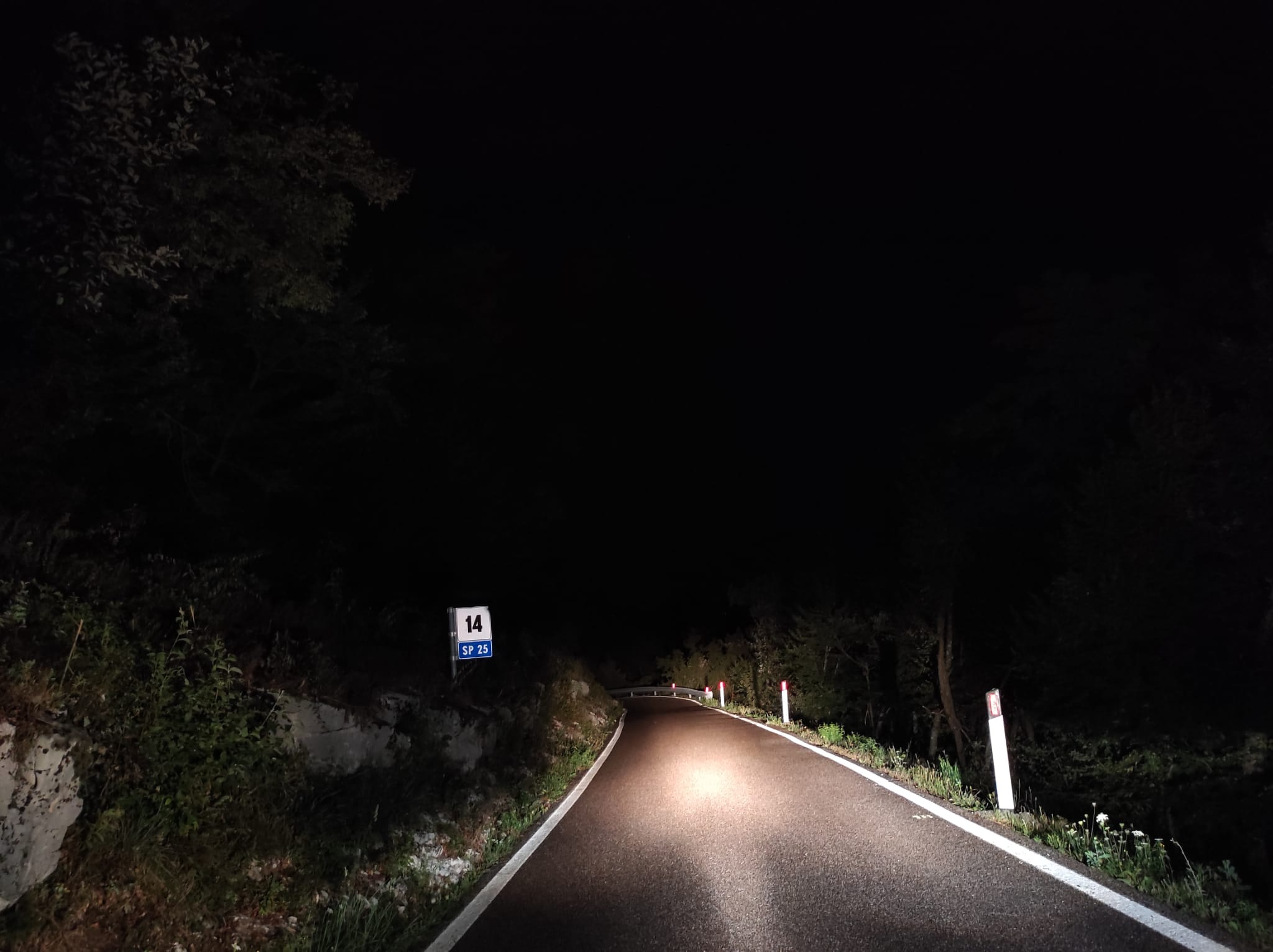
Foto che ritrae la SP 25 tra la località Viote e Garniga Vecchia di notte

La strada ha inizio nel comune di Aldeno, facilmente raggiungibile dalla SP 90 Destra Adige, per poi procedere in direzione ovest verso le pendici del Monte Bondone dove fin da subito inizia la sua salita con molti tornanti.
Sul percorso vengono incontrare le località di Covelo (dove nei suoi pressi è presente un bivio per la SP 20 del Lago di Cei per raggiungere l'omonimo lago), Cimoneri, Zobbio, Garniga Terme e Garniga Vecchia. Da quest'ultima località la strada sale rapidamente fino a località Viote del Monte Bondone dove la strada arriva al termine congiungendosi con la SP 85 del Monte Bondone, con la possibilità di procedere in direzione nord per il Monte Bondone verso il valico a Vason, mentre in direzione opposta la strada porta a valle passando per Lagolo, Madruzzo e Lasino.

## Storia
A causa del forte traffico presente sulla strada nonostante le dimensioni ridotte fu necessario rendere più sicura ed agevole la struttura, per questo il 16 gennaio 2023 ci fu la chiusura e la conseguente apertura dei lavori di ampliamento della sede stradale nel tratto compreso tra l'abitato di Cimone, frazione Covelo e il bivio che dalla provinciale che conduce alle frazioni Petra e Costa.
Sono state realizzate molte opere, tra cui:
- un nuovo muro di sostegno a valle
- allargato il tombotto idraulico esistente
- realizzato un nuovo banchettone stradale e un muro di controripa a monte
- installate nuove barriere stradali e bordo ponte, corredate di corrimano
- nuove bitumature ricoprenti la strada.

Venerdì 5 maggio 2023 avvenne la riapertura al traffico e furono portate a termine alcune lavorazioni minori, per l’ultimazione delle quali non si necessitava della chiusura totale al traffico.

## Autobus
Nel tratto della SP 25 da Aldeno fino a Garniga Vecchia è previsto un servizio di trasporto pubblico extraurbano regolare da parte dell'azienda Trentino Trasporti composto dalla linea B302 Trento - Ravina - Mattarello - Aldeno - Covelo - Garniga Terme.

## Pericolosità della strada
La strada fino a Garniga Vecchia si presenta molto spaziosa, a differenza dell'ultimo pezzo di strada posto dopo quest'ultima località, dove è presente una ridotta dimensione di careggiata. Inoltre è molto frequentata soprattutto da ciclisti e per questo motivo su questa strada la provincia di Trento ha deciso di installare dei cartelli speciali per avvisare gli automobilisti di "rispettare il ciclista" mantenendo quindi una distanza di sicurezza ragionevole ed evitare manovre pericolose.